# Белвідер (Каліфорнія)
Белвідер (англ. Belvedere) — місто (англ. city) в США, в окрузі Марін штату Каліфорнія. Населення — 2126 осіб (2020).

## Географія
Белвідер розташований за координатами 37°52′19″ пн. ш. 122°28′14″ зх. д. / 37.87194° пн. ш. 122.47056° зх. д. (37.872076, -122.470609).  За даними Бюро перепису населення США в 2010 році місто мало площу 6,23 км², з яких 1,35 км² — суходіл та 4,89 км² — водойми.

## Демографія
Згідно з переписом 2010 року, у місті мешкало 2068 осіб у 928 домогосподарствах у складі 611 родини. Густота населення становила 332 особи/км².  Було 1045 помешкань (168/км²).
Расовий склад населення:
| - 93,8 % — білих - 2,8 % — азіатів - 0,3 % — вихідців з тихоокеанських островів - 0,1 % — чорних або афроамериканців |

До двох чи більше рас належало 2,0 %. Частка іспаномовних становила 3,5 % від усіх жителів.
За віковим діапазоном населення розподілялося таким чином: 21,4 % — особи молодші 18 років, 47,0 % — особи у віці 18—64 років, 31,6 % — особи у віці 65 років та старші. Медіана віку мешканця становила 54,0 року. На 100 осіб жіночої статі у місті припадало 80,9 чоловіків;  на 100 жінок у віці від 18 років та старших — 78,2 чоловіків також старших 18 років.
Середній дохід на одне домашнє господарство  становив 299 940 доларів США (медіана — 169 659), а середній дохід на одну сім'ю — 354 010 доларів (медіана — 212 708). За межею бідності перебувало 3,5 % осіб, у тому числі 5,3 % дітей у віці до 18 років та 2,1 % осіб у віці 65 років та старших.
Цивільне працевлаштоване населення становило 666 осіб. Основні галузі зайнятості: фінанси, страхування та нерухомість — 26,4 %, науковці, спеціалісти, менеджери — 24,3 %, освіта, охорона здоров'я та соціальна допомога — 19,1 %.